# カンペステロール
カンペステロール（Campesterol）は植物ステロール（フィトステロール）の一種であり、コレステロールと類似した化学構造を持つ。多くの野菜、果物、種実類（ナッツ）、種子が低濃度であるがカンペステロールを含んでいる。バナナ、ザクロ、コショウ、コーヒー、グレープフルーツ、キュウリ、タマネギ、エンバク、ジャガイモ、レモングラスなどが可食部100 mg当たり 〜1-7 mgのカンペステロールを含む食物である。一方、キャノーラとトウモロコシは50-200 mg程度と比較的多量のカンペステロールを含んでいる。
化合物名は、1941年にアブラナ科のブラッシカ・カンペストリス (Brassica campestris、現在はB. rapa のシノニム) から単離されたため、その学名から命名された。カンペステロールはコレステロール低下作用や抗炎症作用を示すことが知られている。また、カンペステロールは、変形性膝関節症による軟骨の分解に関わる、いくつかの炎症誘導因子やマトリックス分解因子を阻害することが明らかにされている。